# Caltha obtusa
Caltha obtusa är en ranunkelväxtart som beskrevs av Thomas Frederic Cheeseman.
Caltha obtusa ingår i släktet kabblekor och familjen ranunkelväxter. Inga underarter finns listade i Catalogue of Life.